# Émile Schneider (peintre)
Pour les articles homonymes, voir Émile Schneider et Schneider.
Ėmile Schneider, né le 20 janvier 1873 à Illkirch-Graffenstaden, (dans le Reichsland Elsaß-Lothringen, en Alsace dans l'ancien Bas-Rhin) et mort le 16 décembre 1947 à L'Haÿ-les-Roses (Val-de-Marne), est un peintre et dessinateur, surtout connu pour ses portraits de personnalités strasbourgeoises. Il fut membre du cercle de Saint-Léonard.

## Formation
Émile Schneider naît dans une famille protestante, d'un père ingénieur à l'usine de chemin de fer d'Illkirch. Il suit les cours de l'Elementarschule de Graffenstaden jusqu'à l'âge de douze ans, et poursuit ses études au lycée de Belfort jusqu'à la seconde, selon le vœu de ses parents de l'envoyer dans une ville française, plutôt que dans l'Empire.
Ce n'est qu'après ces études classiques qu'il entame sa formation artistique. Celle-ci débute dans l'atelier du portraitiste Léon Hornecker, après quoi Émile Schneider étudie à l'École supérieure des arts décoratifs de Strasbourg (qui a encore le titre de Kunsthandwerkerschule à cette époque) de 1890 à 1892, école qui vient tout juste d'être fondée. Il poursuit sa formation à l'Académie des beaux-arts de Munich de 1892 à 1899, dans l'atelier du peintre grec Nikolaos Gysis.

## Activité artistique
Émile Schneider mène très tôt une activité artistique en Alsace. Durant ses études à l'école supérieure des arts décoratifs de Strasbourg, il travaille comme illustrateur du journal D'r Meiselocker. Il expose à la société des amis des arts dès 1894. En 1895, il expose avec le groupe de la sécession en Allemagne et à l'exposition internationale de Berlin. Il participe aux réunions du Kunschthafe ou Marmite aux Arts à Schiltigheim.

À son retour à Strasbourg en 1899, Émile Schneider s'installe comme peintre. D'abord sis au Heyritz, son atelier est déplacé au Moolerschlessel, rue Saint-Nicolas. C'est le nom de la rue où se trouvait son atelier qui a donné son nom au groupement d'artistes qu'il a créé : le groupe des artistes de Saint Nicolas. 

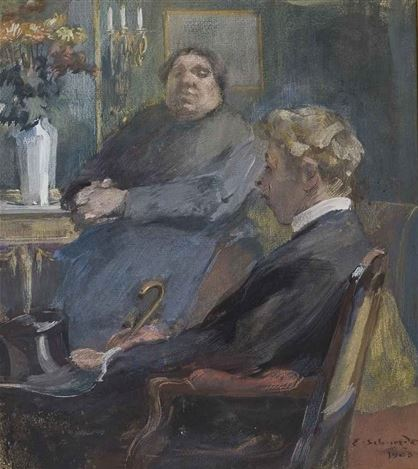
La salle d'attente

Ce groupe, né d'une sécession avec le salon d'art Bader-Nottin, devient en 1909 l'association des artistes alsaciens, mais est communément appelé jusque dans l'entre-deux-guerres le groupe Émile Schneider. Durant l'entre-deux-guerres, ce groupement compte les artistes suivants : Daniel Schoen, Charles-Auguste Edelmann, Urbain, Georges Ritleng, les sœurs Marguerite Riss et Jeanne Riss, ou encore Dorette Muller. Ce groupe est ouvertement tourné vers Paris et entretient des liens avec les artistes alsaciens installés à Paris - comme Charles Auguste Edelmann et Urbain - qui participent aux expositions strasbourgeoises du groupe. Les artistes du groupe Saint-Nicolas s'entourent du groupe de poètes dialectaux, les Stürmer (dans les rangs desquels on trouve des personnalités comme Jean Arp, René Schickele, les frères Mathis). 
Les expositions du groupe se poursuivent durant l'entre-deux-guerres. Schneider peint surtout des portraits de personnalités strasbourgeoises, des scènes de genre, mais développe un goût pour les marines à la suite de nombreux voyages en France. Son mariage avec Marguerite Berst en 1906 lui ouvre les portes de l'univers musical strasbourgeois, qu'il représente dans quelques-unes de ses œuvres (La soirée de musique par exemple).

## Activité pédagogique
Émile Schneider a doublé son activité de peintre d'une activité de professeur. Il a commencé à enseigner à l'école libre de Mlle Gross en 1900, école tournée vers Paris mais accueillant également des enfants de hauts fonctionnaires allemands. Dès 1905, il a rejoint le corps enseignant de l'école supérieure des arts décoratifs de Strasbourg, où il était chargé de la section féminine et enseignait le dessin d'après nature et modèle vivant, la nature morte, les moulages, et prenait en charge la préparation au concours de professeur de dessin.
De la fin de l'année 1918 au mois de juillet 1920, Émile Schneider a été directeur par intérim de l'école supérieure des arts décoratifs de Strasbourg, en attendant la nomination d'un nouveau directeur en la personne de François-Rupert Carabin. Il dresse un bilan assez négatif de l'école qu'il décrit comme un organe de la "germanisation de [l']art régional" et entend réformer l'institution dans un sens nettement régionaliste. Il appelle de ses vœux l'épuration du corps professoral composé en grande majorité d'Allemands, au motif que : "Tout ce monde est avant tout d'une mentalité trop différente de la nôtre, et sa compétence artistique et pédagogique n'a jamais pu satisfaire les besoins de notre cause artistique régionale. L'enseignement de l'école a trop pâti de cette influence étrangère pour que nous ne reconnaissions pas la nécessité d'une épuration." 
De fait, l'épuration du corps enseignant est une réalité à la fin de l'année 1919 et les nouveaux professeurs, nommés par Émile Schneider, sont pour une bonne part des membres du groupe de Saint-Nicolas (c'est le cas de Georges Ritleng, Jeanne Riss, Daniel Schoen). La gestion d'Émile Schneider est abondamment critiquée par les membres de la commission de surveillance de l'école, notamment Gustave Stoskopf et Charles Spindler. À sa décharge, rappelons qu'il a dû assurer le bon fonctionnement de l'école durant une période où il ne disposait pas de directives claires en matières d'enseignement car on était surtout préoccupé de dresser le bilan de la période allemande.
Après la nomination de François-Rupert Carabin comme directeur, Émile Schneider conserve un poste de professeur à l'École supérieure des arts décoratifs de Strasbourg durant toute la période de l'entre-deux-guerres; d'abord comme professeur de décoration plane, puis comme responsable du cours libre d'art à partir de 1923. Il est fait chevalier de la légion d'honneur en 1924.
Lorsque la guerre éclate, il se réfugie au Hohwald, avant de prendre sa retraite en avril 1940. Par la suite, il se réfugie à Dijon, puis à Aubusson d'Auvergne, pour revenir en août 1943 à Dijon, où sa fille a été nommée professeur. En décembre 1945 il rejoint son fils à Paris.
Sa fille Marcelle Schneider a épousé le professeur Marcel Jorré. Une de ses deux filles est la comédienne Claude Marcelle Jorré, dite Claude Jade.